# Csige József
Csige József (Balmazújváros, 1937. november 10. – Balmazújváros, 2007. december 29.) magyar középiskolai tanár, politikus, országgyűlési képviselő.

## Életpályája

### Iskolái
Az általános iskolát Balmazújvárosban végezte el. 1952-től Debrecenben, a Bethlen Gábor Közgazdasági Technikumban tanult. 1956-ban könyvelő, tervező és statisztikus képesítést szerzett. 1962–1966 között az Egri Tanárképző Főiskola magyar-történelem szakos hallgatója volt. 1967–1970 között a Kossuth Lajos Tudományegyetem Bölcsészettudományi Karának magyar-történelem szakos hallgatója volt. 1970-ben magyar-történelem szakos középiskolai tanári diplomát szerzett.

### Pályafutása
1956–1961 között a balmazújvárosi községi tanácsnál könyvelő volt. 1960-ban Nyíregyházán és Budapesten töltötte le sorkatonai szolgálatát. 1961–1976 között általános iskolai oktató volt. 1976-tól a Veres Péter Gimnáziumban oktatott, 1976–1982 között az iskola igazgató-helyettese, 1982–1994 között igazgatója volt. 1984-től a Magyar Pedagógiai Társaság tagja volt. 1992-től a tehetséges, hátrányos helyzetű gyerekek támogatására létrejött Tálentum Alapítvány elnöke volt.

### Politikai pályafutása
1957–1989 között az MSZMP tagja volt. 1989-től az MSZP tagja volt. 1989-től a párt balmazújvárosi vezetőségének tagja volt. 1989–1990 között az MSZP Hajdú-Bihar megyei választmányi elnöke volt. 1990-ben országgyűlési képviselőjelölt volt. 1990–1994 között önkormányzati képviselő és alpolgármester volt. 1994–2002 között országgyűlési képviselő (Balmazújváros) volt. 1994–1998 között az Oktatási, tudományos, ifjúsági és sportbizottság tagja volt. 1998–2001 között a Millenniumi albizottság tagja, 2001–2002 között alelnöke volt. 1998–2002 között az Oktatási és tudományos bizottság tagja volt. 2001–2002 között a Kulturális és sajtóbizottság tagja volt.

## Családja
Szülei: Csige József (1911–1990) és Czifrák Margit (1913-?) voltak. Hatan voltak testvérek: Margit (1936), Julianna (1939) óvónő, István (1941) tanár, Imre (1944) főkönyvelő és
Ferenc (1945–1993) szakács. 1961-ben házasságot kötött Szele Ibolyával. Két gyermekük született: József (1962) és Katalin (1975).

## Díjai
- az Oktatásügy Kiváló Dolgozója (1974)
- Munka Érdemrend bronz fokozata (1984)[2]
- Kiváló Pedagógus (1990)
- Kiváló Munkáért (1992)[2]
- Bocskai István-díj (1997)[2]
- Balmazújváros Városáért díj (2002)[3]